# Ruf CTR
El Ruf CTR, también conocido como CTR Yellowbird o simplemente Yellowbird, es un automóvil deportivo cupé de dos puertas biplaza basado en el Porsche 911 Carrera 3.2, con motor trasero montado longitudinalmente y de tracción trasera, producido por el fabricante alemán Ruf Automobile de 1987 a 1996. La empresa ya se dedicaba desde los años 1970 a restaurar y mantener vehículos Porsche.
Ruf se caracterizaba por ser un preparador que basaba su reputación sobre todo en motorizaciones, siendo el CTR Yellowbird uno de los primeros autos construidos completamente por el fabricante desde cero de manera artesanal.

## Nomenclatura
En 1987, Ruf creó una de sus obras maestras: el CTR, que es un acrónimo o siglas de Grupo C, Turbo RUF.
El sobrenombre Yellowbird, que literalmente significa "pájaro amarillo", se debía al brillante color de su carrocería. Según otras fuentes, indicaban que recibió el nombre por el “piar” de las válvulas de descarga de los turbocompresores, se lo pusieron los fotógrafos que trabajaron ese día en la pista de pruebas de Ehra-Lessien, en Alemania, donde consiguió su récord de velocidad.

## Primera generación

### Características

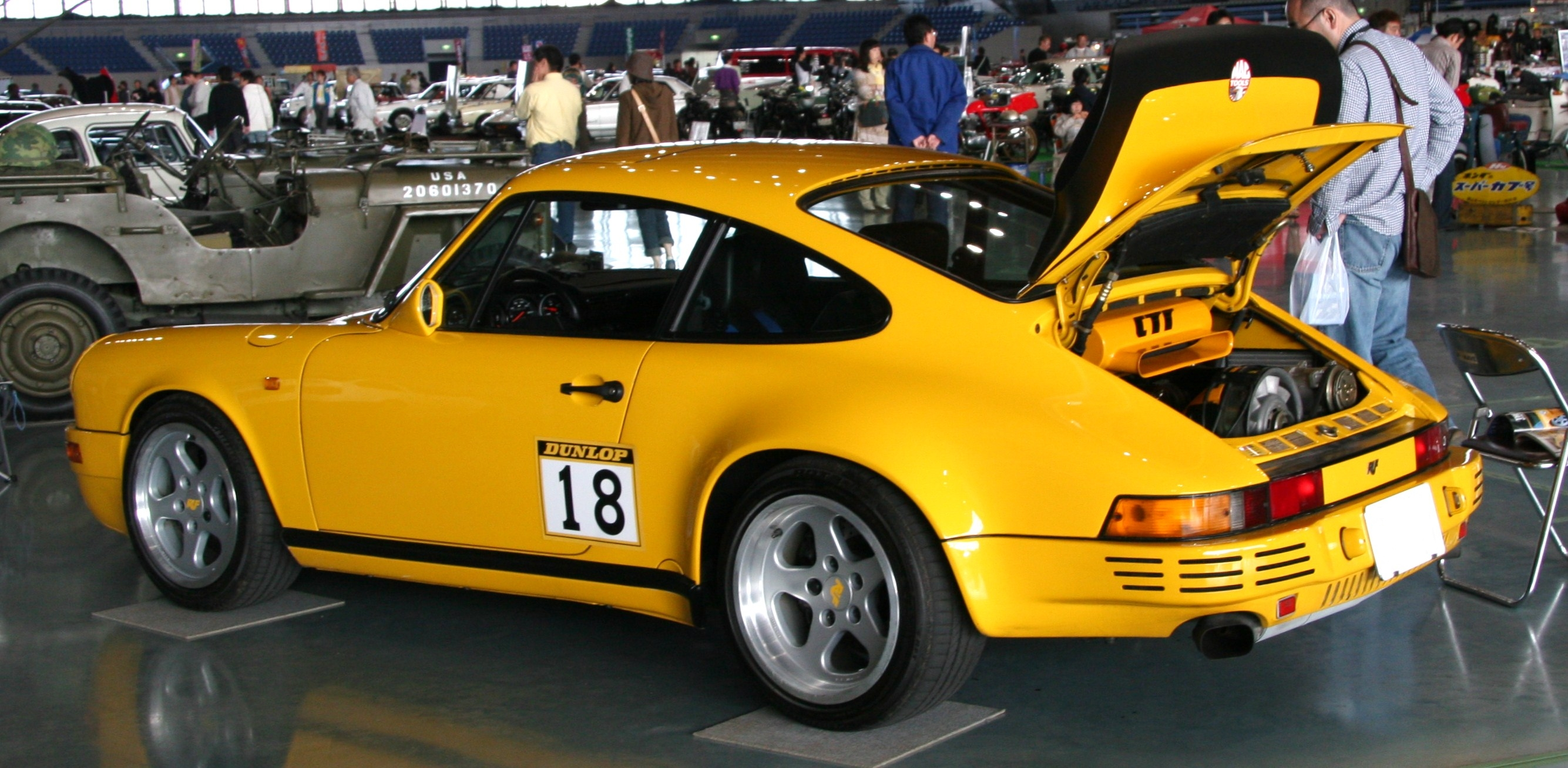
Vista trasera 3/4

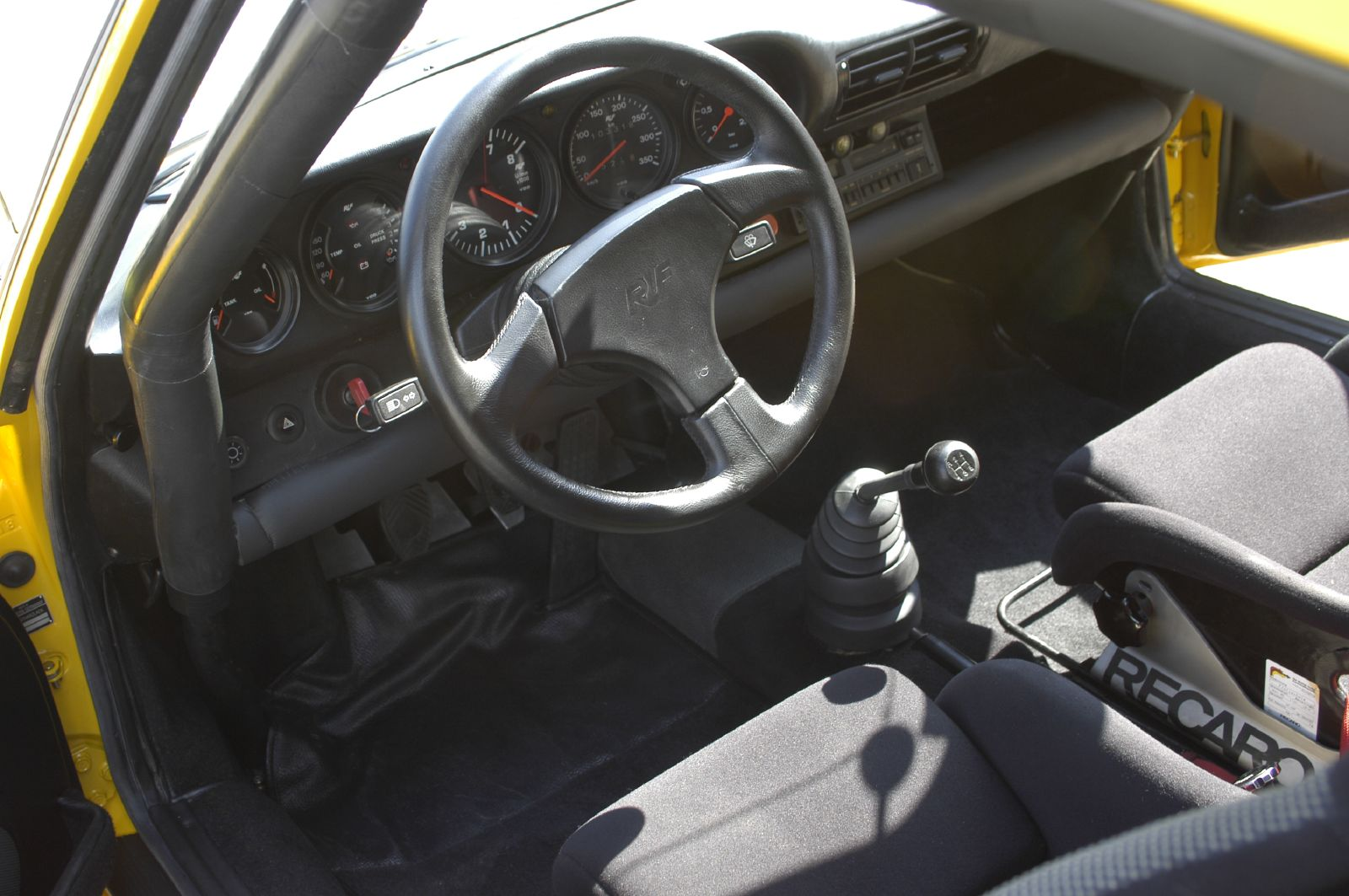
Vista del interior

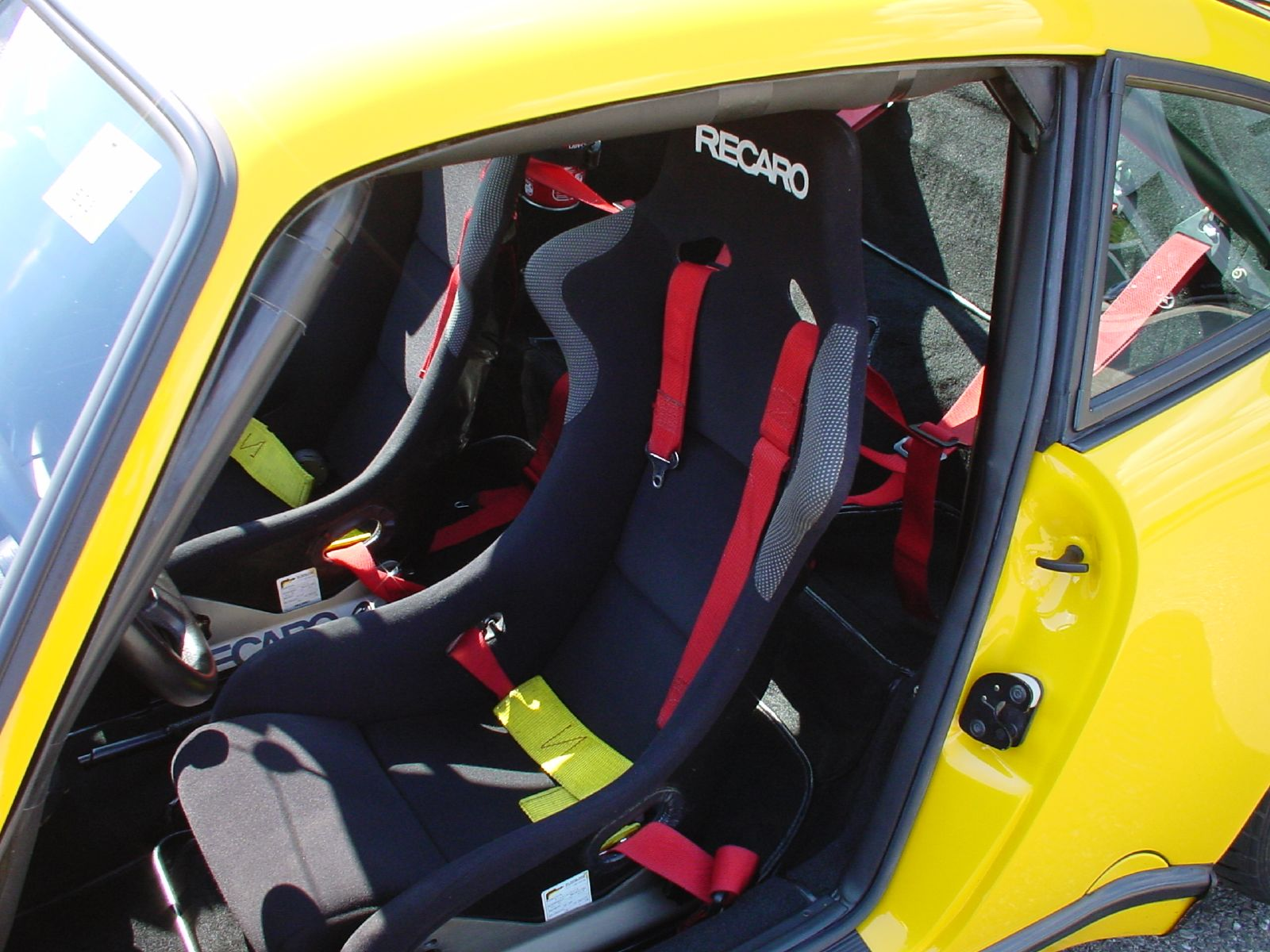
Asientos Recaro

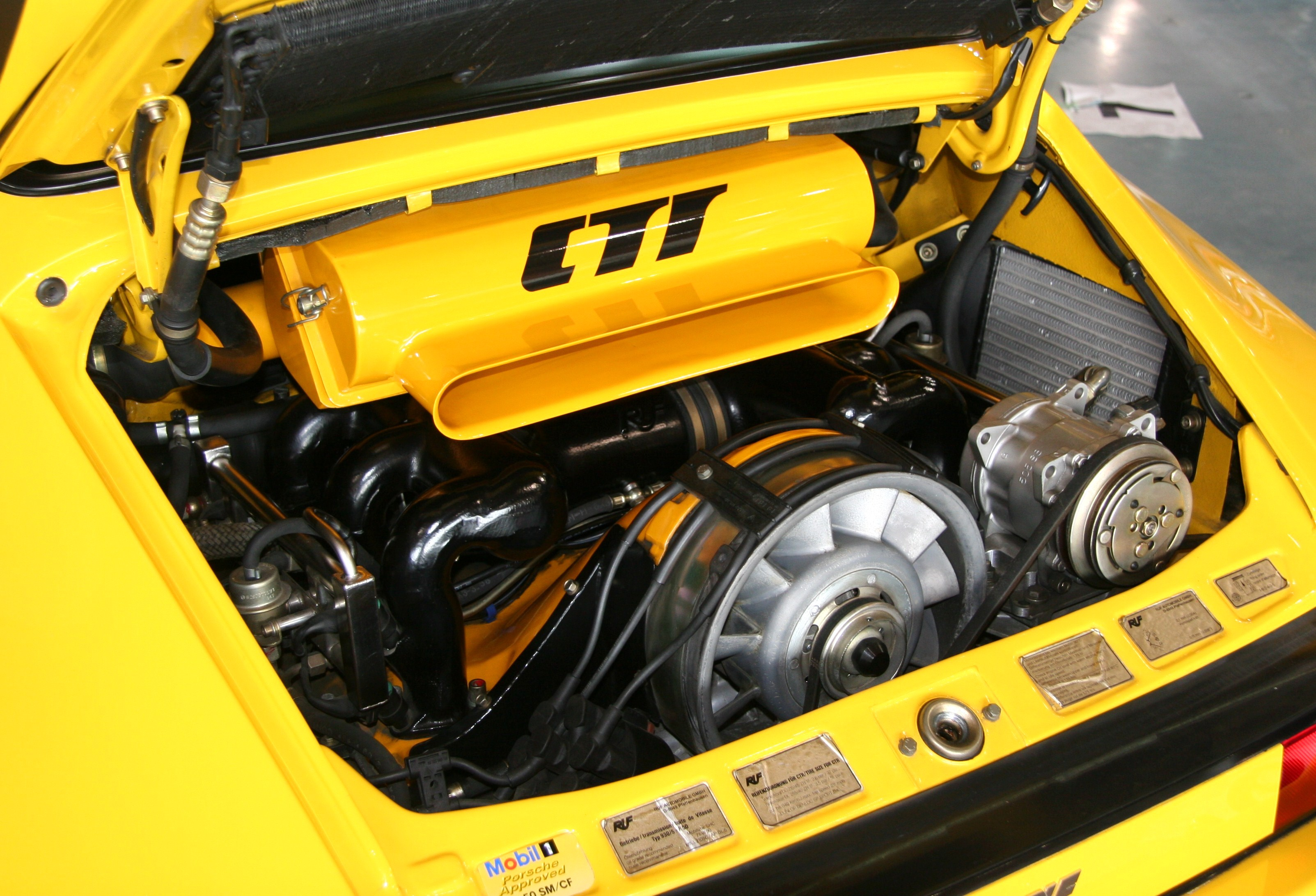
Vano trasero del motor

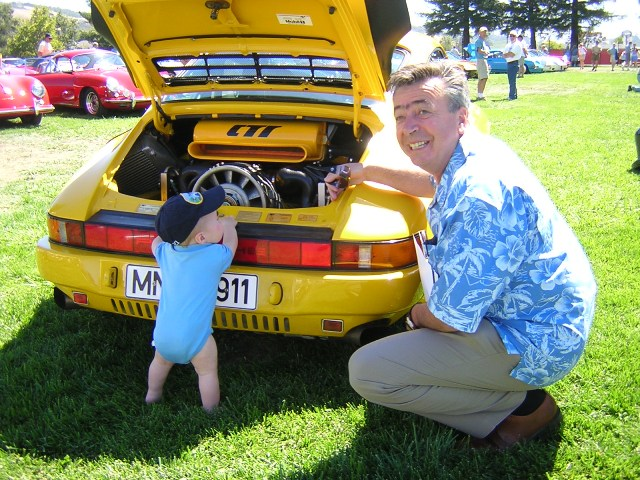
Vista del motor con Alois Ruf, jr. presente junto al auto

Fue puesto a prueba por la revista Road & Track frente a algunos deportivos contemporáneos, siendo capaz de alcanzar unos 339 km/h (211 mph), por lo que llegó a ser considerado como el automóvil de producción más rápido de su época, ya que a principios de 1987, el Ferrari F40 se convertía en el coche de producción más rápido hasta la fecha al superar las 200 mph (322 km/h), aunque el título no le duraría mucho, pues apenas unas semanas después el modelo alemán se convertiría en el auto de serie más veloz del momento. Un año después en otra prueba registrada por una revista, consiguió alcanzar los 342 km/h (213 mph) en el circuito de Nardò.
Estaba equipado con el primer motor plano de seis cilindros refrigerado por aire biturbo que la firma instalaba en cualquiera de sus vehículos, aunque con la cilindrada aumentada a 3367 cm³ (3,4 litros), dos turbocompresores KKK, dos intercoolers y un sistema de ignición e inyección de combustible Bosch Motronic DME, originalmente desarrollado para los Porsche 962 de competición, con lo que alcanzaba una potencia máxima de 469 CV (463 HP; 345 kW) a las 5950 rpm y un par máximo de 553 N·m (408 lb·pie). Dicho motor era considerablemente más potente, incluso que el que ofrecía Porsche 930 Turbo, el cual estaba acoplado a una transmisión manual de cinco velocidades que enviaba toda la potencia a las ruedas traseras. Su peso era más ligero por 200 kg (441 libras) en relación con el 911, quedando en 1170 kg (2579 libras), con lo lograba una relación peso a potencia destacable, permitiéndole acelerar de 0 a 100 km/h (62 mph) en 4.1 segundos; y de 0 a 200 km/h (124 mph) en 11.4 segundos, aproximadamente.
Otras diferencias con respecto al 911 Carrera eran el capó y las puertas fabricadas de aluminio para ahorrar peso, además del parachoques de fibra de vidrio y unos pasos de rueda traseros ligeramente ensanchados, junto a frenos de disco ventilados Brembo de 330 mm (13,0 pulgadas) y rines de 17 pulgadas (43,2 cm).
Para poder encajar los intercoolers en el vano trasero del 911 original, se tuvo de rediseñar el cárter del motor y el filtro de aceite se tuvo que montar dentro del parachoques, hecho de poliuretano. Además, para soportar el incremento de par motor, también tuvo que olvidarse de la transmisión de cuatro velocidades del Carrera. Como no encontraba ningún otro proveedor que le instalara una unidad que fuera suficientemente fuerte, produjo su propia transmisión de cinco relaciones, lo que les dio libertad absoluta para seguir diseñando los demás desarrollos. También se mejoró la suspensión y se montaron neumáticos Dunlop Denloc.
La marca dedicó mucho tiempo al diseño de la aerodinámica del auto. La carrocería y el chasis fueron revisados por completo para garantizar un rendimiento aerodinámico óptimo. Un paquete de carrocería específico fue diseñado, dotándolo de un fondo plano y se soldaron multitud de paneles. Algunas unidades emplearon conductos NACA para la refrigeración del motor, pero fueron desechados al final por soluciones comunes de refrigeración. El interior apenas fue modificado.
Stefan Roser era el piloto de pruebas de RUF y fanático al circuito de Nürburgring. En 1987, se grabó un video llamado "Faszination - Nürburgring", que tenía a Roser pilotando al CTR en una exhibición de conducción al límite. Logró un tiempo de 8 minutos y 5 segundos, que era considerado un récord para vehículos de calle en ese mismo año, hazaña que tiene todavía más mérito si se considera que el auto estaba sin ayudas electrónicas y ni siquiera tenía sistema antibloqueo de ruedas (ABS).

### Producción
Se fabricaron un total de 29 unidades, muchas de las cuales surgieron a partir de los 911 Carrera de los clientes que querían convertirlos. Todavía en la actualidad siguen siendo muy cotizados, ya que en su momento dejó atrás a otros superdeportivos, tales como el Ferrari F40 y el Porsche 959.

### Especificaciones
| Diámetro x carrera             | 98 x 74,4 mm (3,86 x 2,93 pulgadas)                                                                         |
| Distribución                   | Un (SOHC) árbol de levas en la cabeza por cada bancada de cilindros y 2 válvulas por cilindro (12 en total) |
| Alimentación                   | Inyección Bosch Motronic biturbo                                                                            |
| Relación de compresión         | 7.5:1 |
| Potencia máxima                | 469 CV (463 HP; 345 kW) @ 5950 rpm                                                                          |
| Par máximo                     | 553 N·m (408 lb·pie) @ 5100 rpm                                                                             |
| Potencia específica            | 139,3 CV/litro                                                                                              |
| Límite de régimen (línea roja) | 6800 rpm |

### Relaciones de la transmisión
| 1.ª  | 2.ª  | 3.ª  | 4.ª  | 5.ª  | Reversa | Final |
| ---- | ---- | ---- | ---- | ---- | ------- | ----- |
| 3.50 | 2.06 | 1.41 | 1.07 | 0.86 | 0.72    | 3.44  |

### Desempeño y rendimiento
El CTR generalmente podía tener un mejor desempeño que muchos de los otros autos de su tiempo, incluyendo al Ferrari Testarossa y Lamborghini Countach. Además, aunque era más lento que el Porsche 959 en la aceleración de 0 a 60 mph (97 km/h), sí podía superar a este, al Ferrari F40 y al Lamborghini Diablo acelerando de 0 a 100 mph (161 km/h) y alcanzar una velocidad máxima más alta.

#### Resultados de diferentes pruebas realizadas
- 0-80 km/h (50 mph): 3.4 segundos.[5]
- 0-120 km/h (75 mph): 5.1 segundos.[5]
- 0-140 km/h (87 mph): 6.4 segundos.[5]
- 0-160 km/h (99 mph): 7.6 segundos.[5]
- 0-180 km/h (112 mph): 9.6 segundos.[5]
- 1/4 de milla (402 m): 11.7 segundos a 133,5 mph (215 km/h).[8]
- 0-1 km (0,62 milla): 20.9 segundos.[5]

### En la cultura popular
Ha aparecido en varios videojuegos de carreras, tales como: The Duel: Test Drive II, Project Gotham Racing 3, Project Gotham Racing 4, Driver: San Francisco, Forza Motorsport 4, Forza Motorsport 5, Forza Horizon, Forza Horizon 2, Assetto Corsa, Project CARS, Wangan Midnight, GT Racing 2: The Real Car Experience, Fast & Furious Takedown, Enthusia Professional Racing, Road Fighters y en la mayoría de la serie Gran Turismo.

## Segunda generación

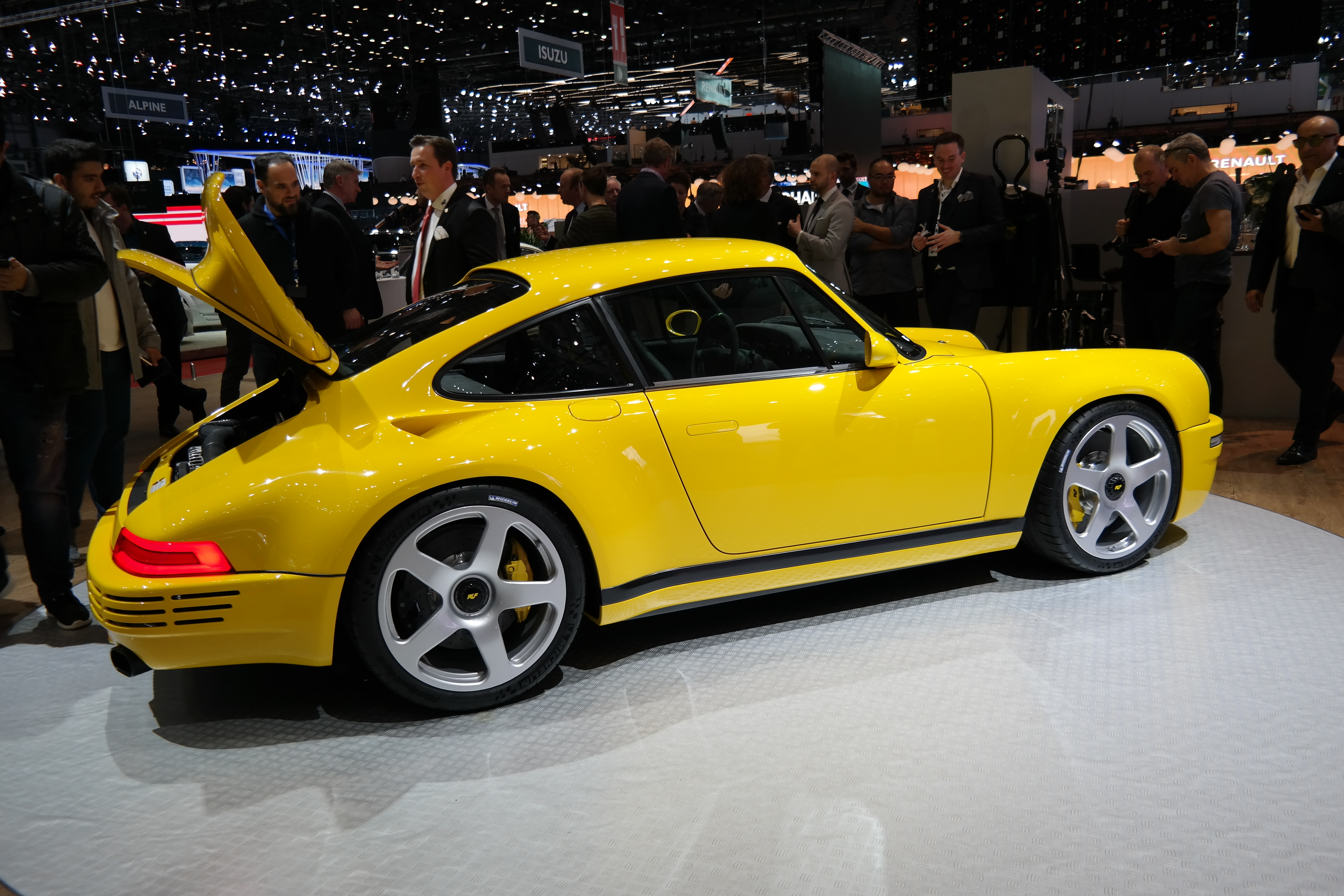
Vista lateral en el Salón del Automóvil de Ginebra de 2017

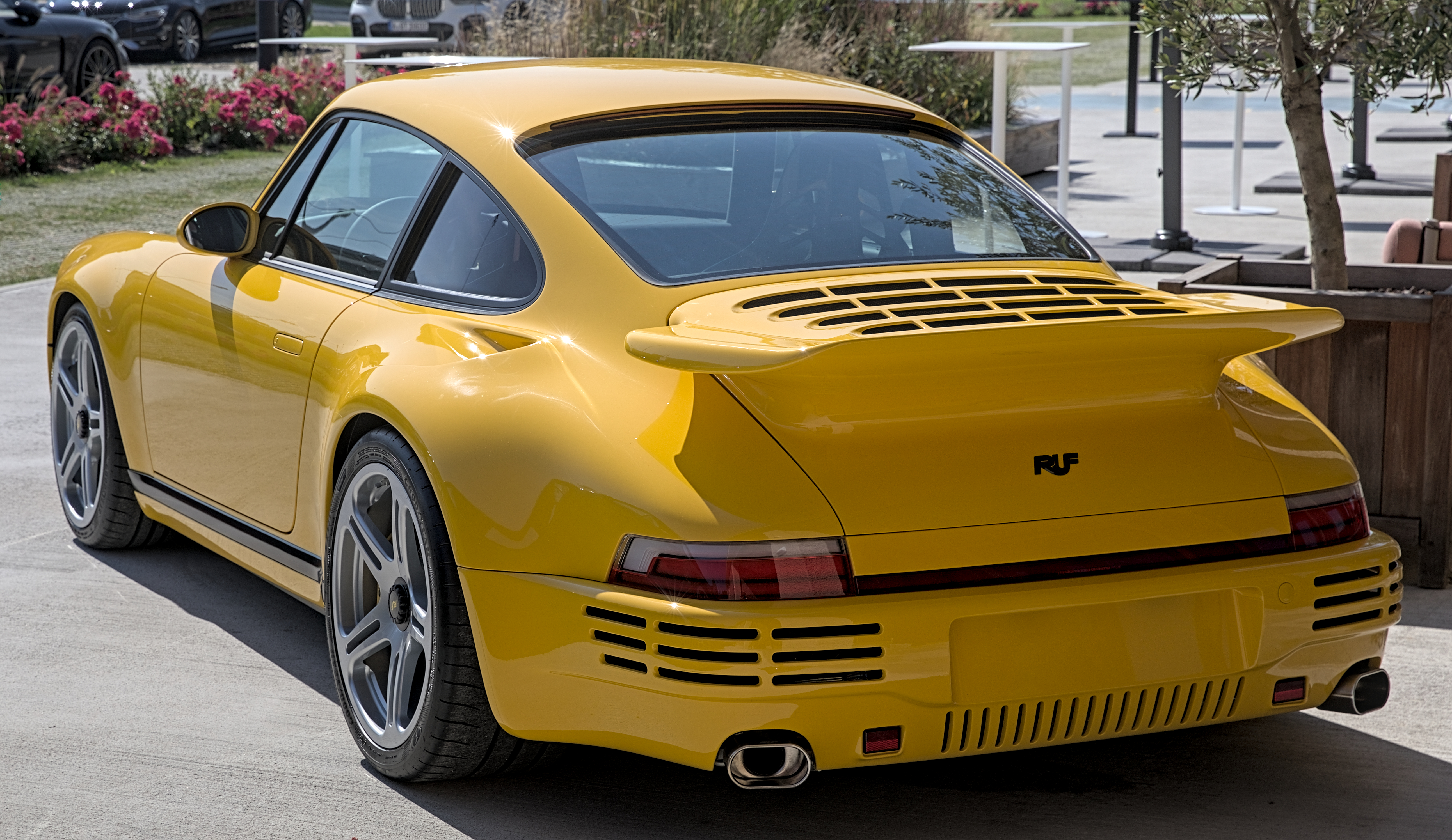
Vista trasera en Motorworld de Múnich

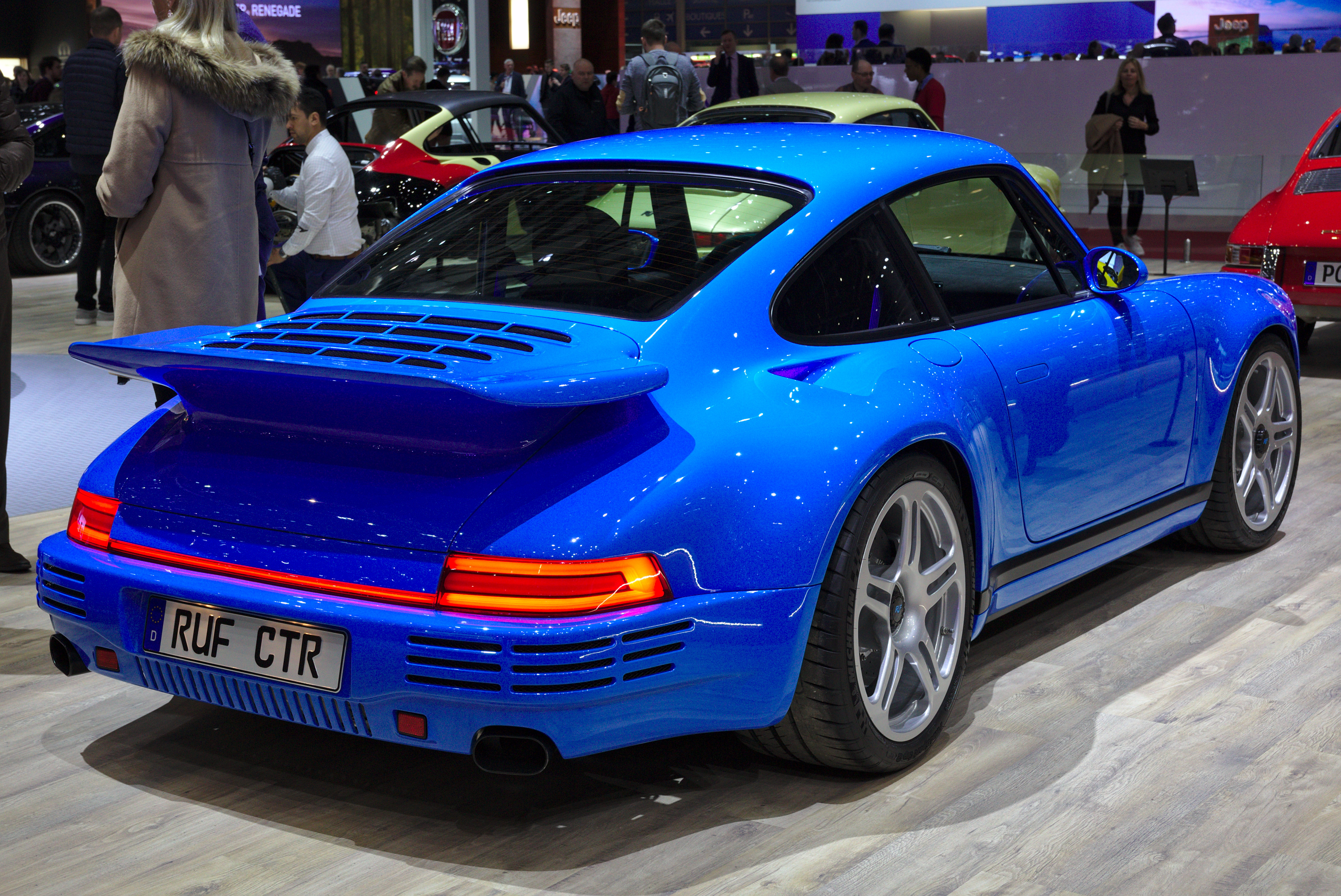
Vista trasera en azul en el Salón del Automóvil de Ginebra de 2019

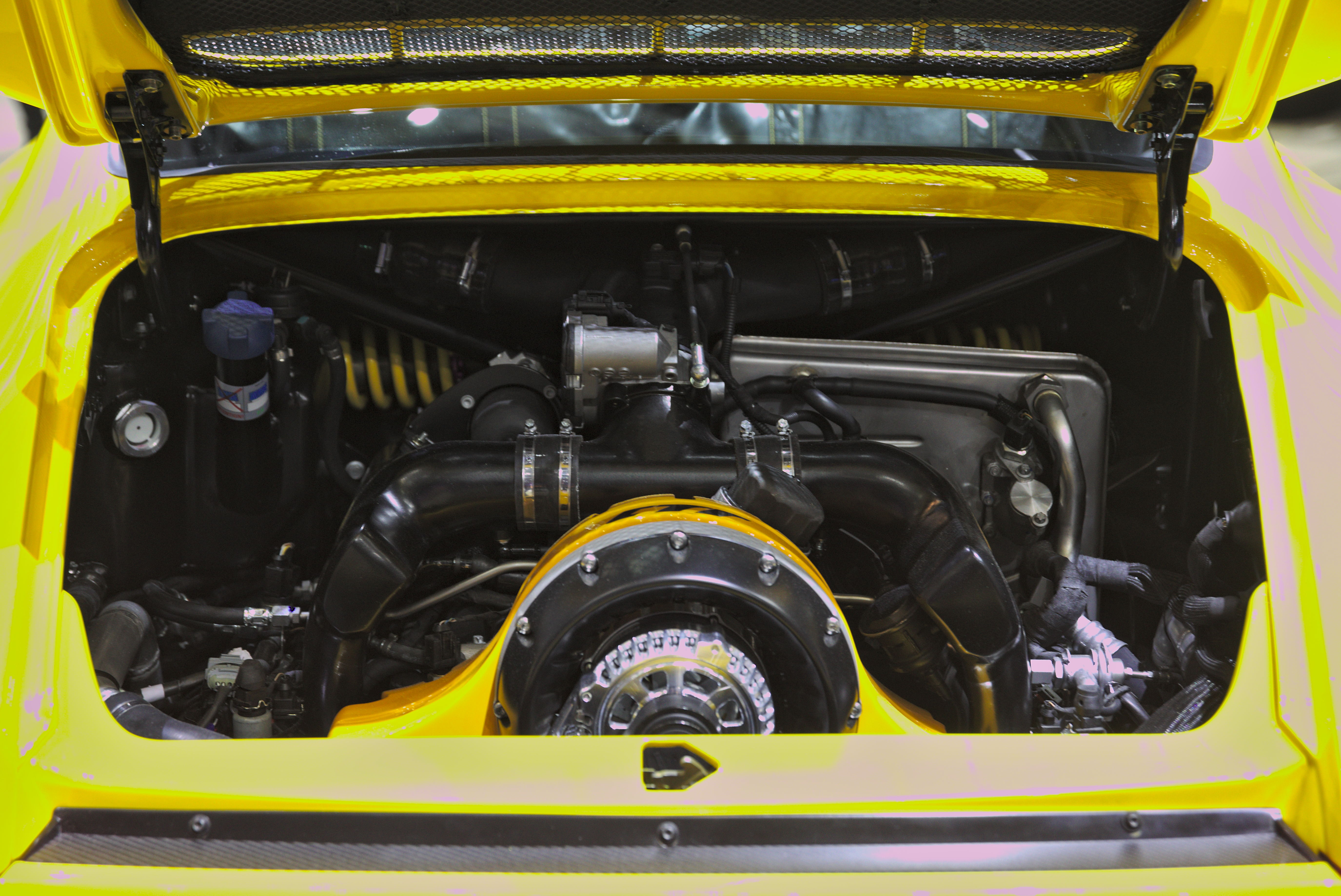
Vano trasero del motor en el Salón del Automóvil de Ginebra de 2019

El nuevo modelo fue presentado en el 87.º Salón del Automóvil de Ginebra de 2017. A primera vista parece una copia del elegante Porsche 911, pero es mucho más que eso.
Para conmemorar el 30 aniversario del modelo, el fabricante creó un Yellowbird nuevo, pero con una estructura de fibra de carbono desarrollada por la misma marca. De entrada parece un 964, pero no es un trabajo de restauración, ya que es completamente nuevo y cuenta con estructuras anti impacto de acero. También tiene una jaula de seguridad integrada y una suspensión muy parecida a la que se utiliza en Fórmula 1.
Solamente contaba con el conjunto motor-transmisión y el espejo retrovisor interior de un Porsche 911, por lo que el resto es totalmente nuevo. Alois Ruf confirmó que no se habían vendido todas las unidades al momento de su presentación, por lo que todavía quedaban ejemplares disponibles a la venta, aunque la mayoría de ellos ya tenía dueño.
Su bastidor fue realizado desde cero completamente por la propia compañía y sin contar con ningún 911 como donante, el cual estaría basado en el mítico CTR “Yellow Bird” de 1987. Para ello, han creado específicamente un nuevo chasis monocasco ultraligero fabricado en fibra de carbono, mismo que no está relacionado con el modelo original, aunque sirve para recrear sus mismas formas.
La carrocería también ha sido creada especialmente para este modelo, sin ocupar paneles de ningún otro 911, aunque mantiene las formas del 911 G-Series de la primera generación. Estos propios paneles también han sido fabricados en fibra de carbono, junto con otros elementos, como las carcasas de los asientos deportivos, lo que ayuda a todo el conjunto a mantener un peso total muy bajo de unos 1200 kg (2646 libras).
La planta motriz sigue siendo un plano de seis cilindros tipo bóxer biturbo de 3,6 litros (220 plg³) ubicado detrás, que desarrolla 710 CV (700 HP; 522 kW) a las 6750 rpm y un par máximo de 880 N·m (649 lb·pie) a las 2750-4000 rpm. Estaba acoplado a una transmisión manual de seis velocidades con diferencial de deslizamiento limitado (LSD) en el eje trasero, aunque se tenía previsto que sería seguido por una versión con caja de cambios de doble embrague.
Tenía una suspensión de doble horquilla tipo "pushrod" en ambos ejes, rines forjados monotuerca de 19 pulgadas (48,3 cm) con neumáticos de medidas 245/35 delante y 305/30 detrás, frenos de disco carbono-cerámicos perforados de 380 mm (15,0 pulgadas) delante y 250 mm (9,8 pulgadas) detrás, con pinzas de seis y cuatro pistones, respectivamente.
En cuanto a sus prestaciones, es capaz de alcanzar los 200 km/h (124 mph) en menos de 9 segundos y los 100 km/h (62 mph) en menos de 3.5 segundos, mientras que su velocidad máxima es de 360 km/h (224 mph).
Según la firma, solamente serían fabricados 30 ejemplares, sin contar el prototipo expuesto en Ginebra, que ya es una más de las que se hicieron del cotizado Yellow Bird original, cuya producción iniciaría en 2018 en las instalaciones de Pfaffenhausen, Baviera. Además, es el primer vehículo con monocasco de carbono en llevar el motor montado detrás del eje posterior.
Su interior casi parece de la época del coche homenajeado, ya que gozaba de un ambiente simple y minimalista toques retro, proveniente del uso extensivo de alcantara, cuero y fibra de carbono, además de un volante de tres radios muy similar al original e indicadores analógicos para el panel de instrumentos con los números de color verde.
Entrando a su cuarta generación, el último súper auto RUF de alto rendimiento, paga tributo y homenaje al CTR Yellow Bird de 1987 en ambas forma y funciones. Con todas sus características, son solamente algunos de los ingredientes que hacen al último CTR una obra de arte automotriz tan convincente.
La inspiración en su diseño viene directamente desde el enfoque en la eficiencia aerodinámica del Yellow Bird de 1987. La silueta, la carrocería estrecha, las tomas de aire traseras y las fascias son todos asiente directos de la herencia de la compañía. Su carrocería formada en carbono, vuelve a llamar como una remembranza del aspecto enrojecido del auto original.
La sofisticación tecnológica empieza con la superficie, la cual está hecha completamente de fibra de carbono. Por primera vez, el chasis debajo de esa superficie, es un diseño propio de RUF. La estructura frontal del parachoques es fabricada con materiales de peso ligero y acero, como en la jaula antivuelco integrada, ambos diseñados para maximizar la seguridad de los ocupantes.

“The concept for the 2017 CTR is one that I have had in my head for a very long time. We have been waiting for the right point in our history to build our own car and the 30th anniversary of the CTR ‘Yellow Bird’ is that moment…”
"El concepto para el CTR 2017 es el que he tenido en mi cabeza por mucho tiempo. Hemos estado esperando para el punto correcto en nuestra historia para construir nuestro propio auto y el 30 Aniversario del CTR ‘Yellow Bird’ es ese momento…"
dijo: Alois Ruf, Presidente y propietario de RUF Automobile GmbH.

“We began development on the new CTR five years ago with the goal of creating a thrilling, analog driving experience that combines an amazing power-to-weight ratio, manual transmission and modern racing technology…”
"Empezamos el desarrollo del nuevo CTR hace cinco años con la meta de crear una emocionante y análoga experiencia de manejo, que combina una increíble relación potencia a peso, con una transmisión manual y una moderna tecnología de carreras…"
dijo: Ruf Estonia.

### Especificaciones
| Materiales del motor     | Bloque y cabezas de aleación de aluminio      |
| Distribución             | DOHC 4 válvulas por cilindro (24 en total)    |
| Sistema de lubricación   | Cárter seco con tanque de aceite por separado |
| Sistema de refrigeración | Líquida                                       |
| Potencia máxima          | 710 CV (700 HP; 522 kW) @ 6750 rpm            |
| Par máximo               | 880 N·m (649 lb·pie) @ 2750-4000 rpm          |
| Emisiones de CO2         | 305,7 g (10,8 onzas)/km (Euro 6)              |
| Potencia específica      | 197,2 CV/litro                                |
| Relación potencia a peso | 591,7 CV/tonelada                             |